# La Rapide Cyclecar Company
Die La Rapide Cyclecar Company Ltd. aus London SW war ein britischer Automobilhersteller. Im einzigen Produktionsjahr 1920 entstanden Kleinwagen.
Der Wagen wurde von einem luftgekühlten V2-Motor von J.A.P. angetrieben, der 8 bhp (5,9 kW) leistete. Das Getriebe verfügte über drei Gänge. Die Motorleistung wurde über einen Riemen auf ein Hinterrad übertragen.